# Henry Brooke (11e baron Cobham)
Henry Brooke, 11e baron Cobham (22 novembre 1564 - 3 février 1618, Lord du manoir de Cobham, Kent, est un pair anglais qui est impliqué dans le complot principal contre Jacques Ier d'Angleterre.

## Biographie
Fils de William Brooke, 10e baron Cobham, par sa seconde épouse Frances, fille de John Newton, il fait ses études au King's College de Cambridge. En 1597, il succède à son père en tant que Gouverneur des Cinq-Ports sous la reine Élisabeth Ire. Peu de temps après l'avènement de Jacques Ier, il est impliqué dans la « Complot principal » en 1603. Son frère George est exécuté et Henry est emprisonné dans la Tour de Londres par Jacques Ier, probablement dans le but d'obtenir les domaines de Cobham pour le duc de Lennox.
Il est le deuxième mari de Frances Howard, fille de Charles Howard, 1er comte de Nottingham et de Katherine Carey, comtesse de Nottingham.
Il a peut-être fait l'objet d'un certain nombre de satires élisabéthaines telles que Lenten Stuffe de Thomas Nashe, Every Man in his Humor de Ben Jonson, et peut-être été le modèle de Falstaff de Shakespeare, qui à l'origine reçoit le nom de " Vieux château". John Oldcastle est un ancêtre de Lord Cobham. Bien que Falstaff soit plus probablement inspiré de son père William Brooke, 10e baron Cobham (également descendant de John Oldcastle) qui est marié à Frances Newton, dont le nom de famille est à l'origine Caradock; référencé dans Henry IV, Part 2 quand Falstaff chante The Boy and the Mantle, une ballade dans laquelle la femme de Sir Caradoc repart avec sa fidélité et sa réputation intactes (McKeen 1981). Cela pourrait indiquer que William Brooke, marié à un Caradock tel que Sir Caradoc dans la ballade chantée par Falstaff, est le modèle de Falstaff plutôt que d'Henry, étant le fils d'un Caradock.

## Comploteur
Les récits contemporains décrivent Cobham comme un homme de bonne humeur mais peu intelligent. Il s'oppose à l'ascension de Jacques Ier sur le trône, aux côtés de Thomas Grey, 15e baron Grey de Wilton. L'aversion de Cobham pour James peut provenir de querelles sur la politique religieuse, mais Lord Grey est anti-catholique. Cobham montre peu d'activité politique avant l'époque de James, et il semble généralement avoir été un pair non impliqué. Son frère, George Brooke, d'autre part, est impliqué dans une politique religieuse radicale.
En 1603, la première année du règne de Jacques Ier, les deux Brooke sont impliqués dans des complots contre le roi. George Brooke entre dans le complot radical et absurde de Bye avec deux prêtres catholiques, William Watson et William Clark, pour kidnapper le roi et le conseil privé, et les forcer à atténuer la persécution politique des catholiques anglais.
Au même moment, Grey et Cobham entrent dans le Complot principal pour lever un régiment de soldats et faire un coup d'État. Cobham et Grey devaient lever cent soixante mille livres pour soudoyer ou embaucher une armée. Cobham devait être l'intermédiaire avec Charles d'Arenberg, qui ferait les véritables négociations avec la cour espagnole pour l'argent. Les conspirateurs, en prenant le gouvernement, déposeraient James et mettraient Lady Arbella Stuart sur le trône à sa place.
Il est très probable qu'aucune des offres du comte d'Arenberg n'était de bonne foi. Il est plausible d'admettre que la cour espagnole, déjà profondément endettée envers les banques des Pays-Bas espagnols et de la République néerlandaise, avec l'échec de l'Armada espagnole des années auparavant, et ayant perdu nombre de ses galions au profit de pirates anglais, n'est pas en position d'offrir une somme aussi astronomique à une entreprise quelque peu improbable. Cependant, Cobham croit aux offres. Il parle avec Walter Raleigh de la possibilité de contacter Arenberg, et il s'apprêtait à partir.
Cependant, le complot de Bye est découvert grâce à ses « épéistes » mercenaires et les conspirateurs du complot de Bye sont emprisonnés. George Brooke cherche peut-être à éviter une condamnation à mort donnant des informations sur son frère. En tout cas, il fournit des informations sur le complot principal, et Grey, Cobham et Raleigh sont emprisonnés dans la Tour. Au cours du procès, les preuves s'avèrent incohérentes, en particulier en ce qui concerne Raleigh. Les conspirateurs du complot Bye sont exécutés en 1603, et les conspirateurs du complot principal sont laissés dans la tour. En 1604, Cobham est expulsé de l'Ordre de la Jarretière.
Cobham, âgé et malade, est libéré de la Tour en 1618 et meurt peu de temps après dans un « appartement crasseux des Minories ».

## Mariage
En 1601, il épouse Frances Howard (vers 1572-1628), deuxième fille de Charles Howard, 1er comte de Nottingham et veuve de Henry FitzGerald, comte de Kildare. Après l'arrestation de son mari en 1603, le roi lui accorde en 1604 un bail à vie de la résidence de son mari, Cobham Hall dans le Kent, où elle vit « en isolement » jusqu'à sa mort en 1628, n'ayant entre-temps pris « aucune attention de son mari après son procès".